# Mount Unicorn
Mount Unicorn är ett berg i Antarktis. Det ligger i Västantarktis. Argentina, Chile och Storbritannien gör anspråk på området. Toppen på Mount Unicorn är 533 meter över havet.
Terrängen runt Mount Unicorn är kuperad åt nordost, men åt sydväst är den platt. Trakten är obefolkad. Det finns inga samhällen i närheten. 